# Nova Zelândia nos Jogos Olímpicos de Verão de 1972
A Nova Zelândia competiu nos Jogos Olímpicos de Verão de 1972, realizados em Munique, Alemanha Ocidental.